# وكالة عمون الإخبارية
عمون هي وكالة إخبارية خاصة وهي أيضُا هيئة أخبار مقرها في عمان، الأردن. أول جريدة إخبارية إلكترونية في الأردن. تمتلك الوكالة الإخبارية موقعين إلكترونيين باللغتين العربية والإنجليزية.

## التسمية
اسم هذه الوكالة (عمون) يعود إلى الاسم القديم لمدينة عمان، عاصمة الأردن.

## التاريخ
عمون الإخبارية تستخدم شعار «صوت الأغلبية الصامتة»، هي وكالة أنباء خاصة. أطلقت في عام 2006 بواسطة سمير الحياري وباسل الكور لتصبح أول جريدة إلكترونية في الأردن.
باسل الكور هو أيضًا المحرر في بوابة الأخبار الرئيسية. وائل جرايشه هو المحرر الأداري في وكالة عمون الإخبارية.  وهو أيضا ساهم في إنشاء موقع يختص بالشؤون البرلمانية. الوكالة التي إنطلقت من مقهى في عمان توصف نفسها بإنها «صوت الأغلبية الصامتة». فهي  تزود القارئ بأخبار باللغتين العربية والإنجليزية  لم يتم نشرها في الصحف  المطبوعة.
بالاعتماد على إحصائيات أليكسا لعام 2010 فإن جمهور القراء وصل لنسبة 38%؛ مما جعلها أكثر موقع إلكتروني تمت زيارته في الأردن. وكذلك في 2011 كان أكثر موقع مشهور في المنطقة بحوالي 250,000 زيارة يوميًا بحسب إحصائيات أليكسا. في عام 2012، كان في المرتبة الخامسة من أكثر المواقع الإلكتروني التي يتم زيارتها في العالم العربي.  في دراسة للسوق أُجريت بواسطة مجموعة إبسوس في مارس 2012 أقرت أن وكالة أنباء عمون كانت من بين أكثر 20 موقع تمت زيارته في المنطقة إلى جانب بوابات إخبارية أردنية تدعى سرايا وخبرني.

## الهجمات والعقبات
في فبراير 2011، عُطل موقع عمون الإلكتروني قانونيًا بعد نشره لبيان صدر من 36 رجل من رجالات القبائل والعشائر الأردنية حيث طالبوا بإصلاحات ديمقراطية واقتصادية  في الأردن. بالإضافة إلى ذلك، أشخاص مجهولين قاموا بمهاجمة  مالكي الوكالة بنفس الوقت.
رندة حبيب، الصحفية نشرت مقالات في كلا البوابتين العربية والإنجليزية الإخبارية لوكالة عمون حتى يونيو 2011 عندما فرضت الحكومة الأردنية ضغطا نتيجة البيان الذي ذكر أعلاه. بما يخص أمر القرصنة فقد أدعى باسل الكور أنه تمت بترتيب من المخابرات الأردنية. السلطات الأردنية رفضت إدعائه.
أغلقت الحكومة الأردنية الموقع مؤقتًا في يونيو 2013 عندما رفضت الامتثال لقانون الصحافة الإخبارية والاحتجاج عليه.

## وصلات خارجية
- الموقع الرسمي